# Joe Meek
Robert George (Joe) Meek (Newent, Gloucestershire, 5 april 1929 – Londen, 3 februari 1967) was een onafhankelijke muziekproducent, geluidstechnicus en liedjesschrijver. Hij was verantwoordelijk voor drie nummer 1-hits in de Engelse hitparade:
- John Leyton, Johnny Remember Me (1961);
- The Tornados, Telstar (1962);
- The Honeycombs, Have I the Right? (1964).

Joe Meek was toondoof en had moeite om timbres te onderscheiden. Dat was geen beletsel voor een carrière in de muziekwereld.

## Levensloop tot 1961
Joe Meek was altijd al gefascineerd door elektronica en elektrische apparaten. Bij de Royal Air Force bediende hij een radarsysteem. In 1953 ging hij werken voor de Midlands Electricity Board. In 1954 stapte hij over naar een productiebedrijf dat radioprogramma’s maakte voor Radio Luxemburg. Daar werkte hij als audio engineer. Hier hield hij zich al bezig met speciale geluidseffecten, zoals het versneld afdraaien van een opname.
In 1960 stichtte hij samen met William Barrington-Coupe het platenmerk Triumph Records. Hij kwam er al gauw achter dat een klein platenlabel niet echt de mogelijkheden bood om een grote hit te scoren. Toen hij voor zichzelf begon, verkocht hij zijn opnames aan grote labels als Top Rank en Pye.

## Onafhankelijk producer
Joe Meek bouwde zijn eigen studio op het adres 304 Holloway Road in de Londense wijk Islington. Het pand bestond uit een lederwarenwinkel en drie verdiepingen daarboven. Meek huurde de drie verdiepingen en lag regelmatig overhoop met zijn hospita van de winkel omdat hij te veel lawaai maakte.
Bekende artiesten uit de ‘stal’ van Meek waren John Leyton, Mike Berry, Screaming Lord Sutch en The Tornados. Telstar werd uitgebracht op een moment dat net de communicatiesatelliet  Telstar was gelanceerd. Het instrumentale nummer zit vol met geluidseffecten die ‘de ruimte’ suggereren. Het echo-effect komt doordat het nummer voor het grootste deel in Meeks badkamer is opgenomen. Het werd een wereldhit en haalde zowel in Engeland als in de Verenigde Staten de eerste plaats. In Nederland kwam het tot nummer 3.
Meek heeft tijdens zijn leven niets verdiend aan Telstar. Hij raakte verwikkeld in een rechtszaak met een Franse componist, Jean Ledrut, die hem ervan beschuldigde fragmenten uit de melodie te hebben gestolen. De royalty's werden vastgehouden in afwachting van de uitkomst van het proces. Pas drie weken na zijn dood werd Meek in het gelijk gesteld.
Latere nummers van The Tornados hadden lang niet zoveel succes. Meek probeerde later van de basgitarist van de groep, Heinz Burt (1942-2000), die tussen 1963 en 1966 bij hem in huis woonde, onder de naam Heinz een beroemd zanger te maken. Just Like Eddie, een hommage aan Eddie Cochran, haalde in 1963 de Engelse top-tien. Dat was tevens Heinz’ laatste succes. Toen Heinz een keer een geweer liet zien, dat hij naar zijn zeggen gebruikte om op vogels te schieten, ontstak Meek in woede en nam het geweer in beslag. Hij bewaarde het onder zijn bed.
Bij Have I the Right? van The Honeycombs werd het effect van het drumstel versterkt door de leden van de groep met de voeten te laten stampen op de trap naar Meeks appartement. Aan de spijlen van de trap waren vijf microfoons vastgemaakt om het geluid op te nemen. Om het helemaal af te maken sloeg iemand met een tamboerijn direct tegen een microfoon. Het nummer werd iets versneld op de plaat gezet. Het nummer haalde de eerste plaats in Engeland, Australië en Canada, de vijfde plaats in de VS en de tweede plaats in Nederland. Alle volgende nummers van de groep werden opgenomen in Meeks studio en iets versneld afgespeeld. Het succes van Have I the Right? kwam echter niet meer terug.
Met Dave Dee, Dozy, Beaky, Mick & Tich, net als The Honeycombs gemanaged door  Ken Howard en Alan Blaikley, klikte het niet. Joe Meek wilde dat ze hun nummer Strange Things Happen in een laag tempo zouden spelen, dan kon hij het later versneld afdraaien. De band, die het vooral van live-optredens moest hebben, weigerde het zo te doen. Meek gaf hun een kop koffie en stuurde ze weg. Vanaf dat moment produceerden Howard en Blaikley zelf de platen van Dave Dee, Dozy, Beaky, Mick & Tich.
Meek schreef ook een groot deel van de muziek bij de muziekfilm Live It Up! (1963), waarin naast Heinz Burt ook een jonge Steve Marriott en Gene Vincent optraden.
Meek had aanvallen van paranoia. Hij was er dan van overtuigd dat Decca Records microfoons in zijn appartement had verborgen om zijn ideeën te stelen. Hij was ook  homoseksueel in een tijd dat dit nog strafbaar was en werd op het eind van zijn leven daarmee gechanteerd.

## Meeks dood

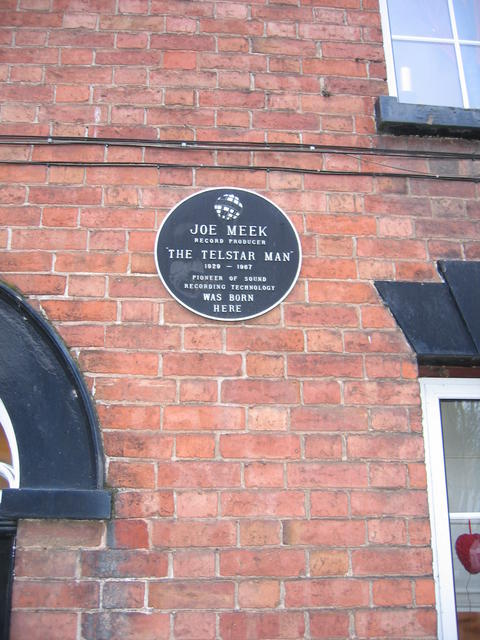
Plaquette aan het huis in Newent waar Joe Meek werd geboren

Op 3 februari 1967 kreeg Meek ruzie met zijn hospita Violet Shenton. Hij pakte het geweer dat hij van Heinz Burt had afgenomen van onder zijn bed, en schoot eerst zijn hospita en daarna zichzelf dood.
Joe Meek ligt begraven in zijn geboorteplaats Newent. Aan het pand waar hij zijn studio had, 304 Holloway Road in Islington, werd in 1993 een plaquette onthuld met de tekst ‘Joe Meek – Record Producer – “The Telstar Man” – 1929-1967 – Pioneer of Sound Recording Technology – Lived, Worked and Died Here’.
Ook zijn geboortehuis aan Market Square in Newent heeft een plaquette met de tekst ‘Joe Meek – Record Producer – “The Telstar Man” – 1929-1967 – Pioneer of Sound Recording Technology – Was Born Here’.

## De nalatenschap
Meek heeft meegewerkt aan bijna 700 muziekopnamen. Er zijn 300 platen uitgebracht waaraan hij heeft meegewerkt. Daarvan haalden 25 singles de Engelse top-veertig.
Er bestaat nog een theekist met een groot aantal opnamen die nooit zijn uitgebracht. Volgens de verhalen zitten daaronder opnamen van een jonge  Tom Jones en een jonge Marc Bolan.
In 2008 werd de Amerikaanse documentaire A Life in the Death of Joe Meek van Howard S. Berger en Susan Stahmann uitgebracht, met meer dan zestig interviews met mensen die hem gekend hebben. Nick Moran en James Hicks gebruikten in 2005 het leven van Joe Meek als basis voor een toneelstuk, Telstar. In 2008 werd daarvan een speelfilm gemaakt, ook Telstar geheten. De rol van Joe Meek in zowel het toneelstuk als de film werd gespeeld door Con O'Neill.